# Bratovești
Bratovești – wieś w Rumunii, w okręgu Vâlcea, w gminie Titești. W 2011 roku liczyła 239 mieszkańców.